# ハインリヒ・フォーゲラー
ヨハン・ハインリヒ・フォーゲラー（Johann Heinrich Vogeler、1872年12月12日 - 1942年）は、ドイツの画家、建築家。ブレーメン出身。
ヴォルプスヴェーデに住んでいた。

## 略歴
ブレーメンの中産階級の家に生まれた。1890年から1895年の間、デュッセルドルフ美術アカデミーで学んだ。北ドイツの芸術家村、ヴォルプスヴェーデに最初に住み始めた芸術家の一人で、1894年にヴォルプスヴェーデに移った。1894年に父親が没し、芸術家として暮らしてゆける十分な遺産を受け取った。1895年に小住宅を買い、カバノキを植え、「カバノキの家」（Barkenhoff）と呼ばれた家はヴォルプスヴェーデに集まった芸術家たちが集う場所となった。画文集を出版して成功し、ブレーメンのタウンホールの壁画を描くなどした後、国外を旅するようになり、1906年に静養のためにセイロンを訪れた時、セイロンの植民地に働く人々に衝撃を受け、ポーランドのウッチで社会運動に触れ、ロシアの作家マクシム・ゴーリキーの作品を読み、労働者階級に深い共感を抱くようになった。1908年に弟と、労働者の共同体企業、'Worpsweder Werkstätte'を設立し、家具を生産したがこの試みは成功しなかった。
第一次世界大戦が始まると、軍役に付き、1915年に東部戦線に配属された。ロシアのボリシェヴィキの思想にふれ、ドイツ皇帝に平和を訴える文書を書き、しばらく精神病院に送られ、兵役を解除された。
戦後はドイツ共産党の党員となり、1918年からのドイツ革命では友人の画家のシュトーマー（Curt Stoermer）と労兵レーテに参加した。革命後逮捕され、妻と離婚した。1931年に2度目の妻とソビエトに移住したが、第二次世界大戦が始まると、他のドイツ人とともにソビエト当局によってカザフスタンに送られ、1942年に劣悪な環境下で衰弱して没した。

## 作品

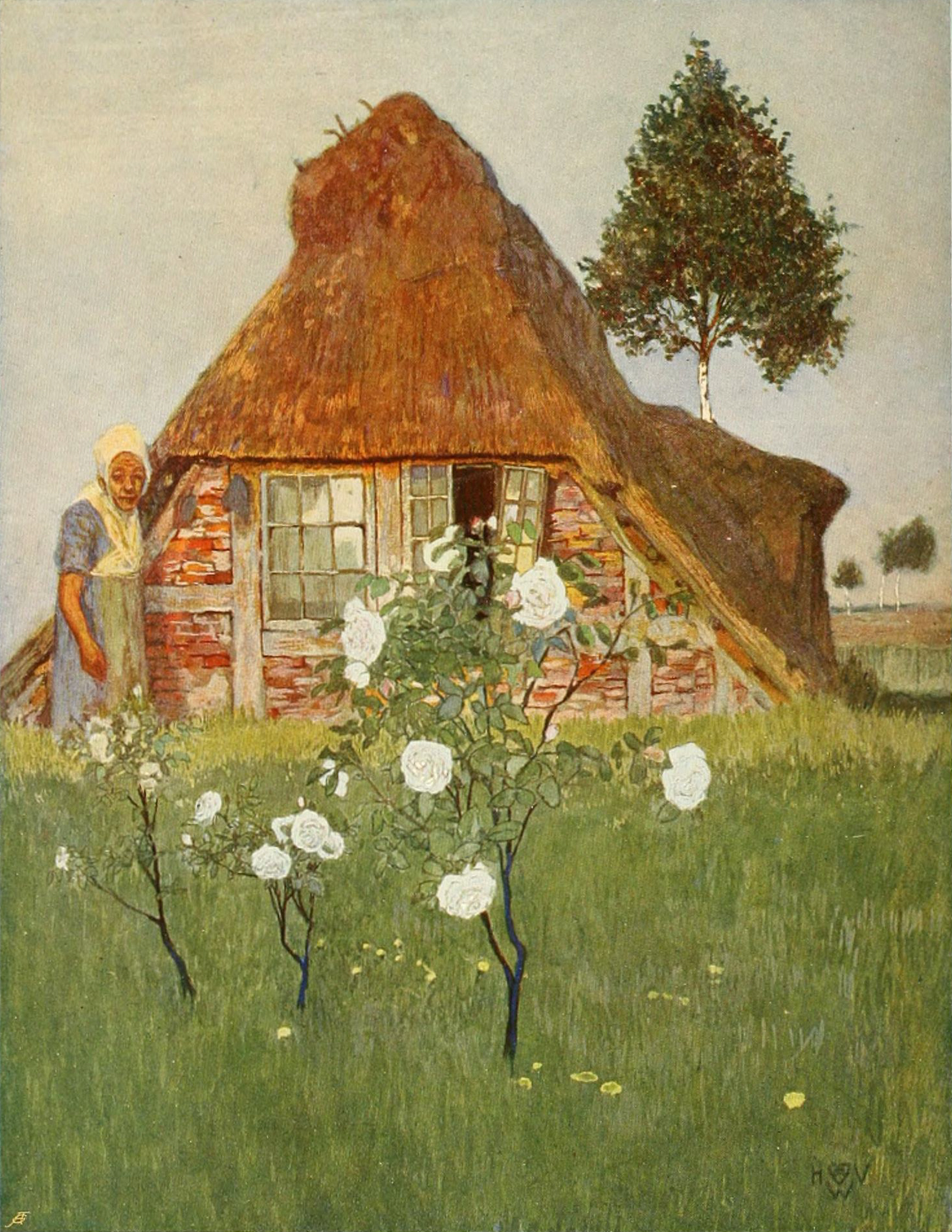
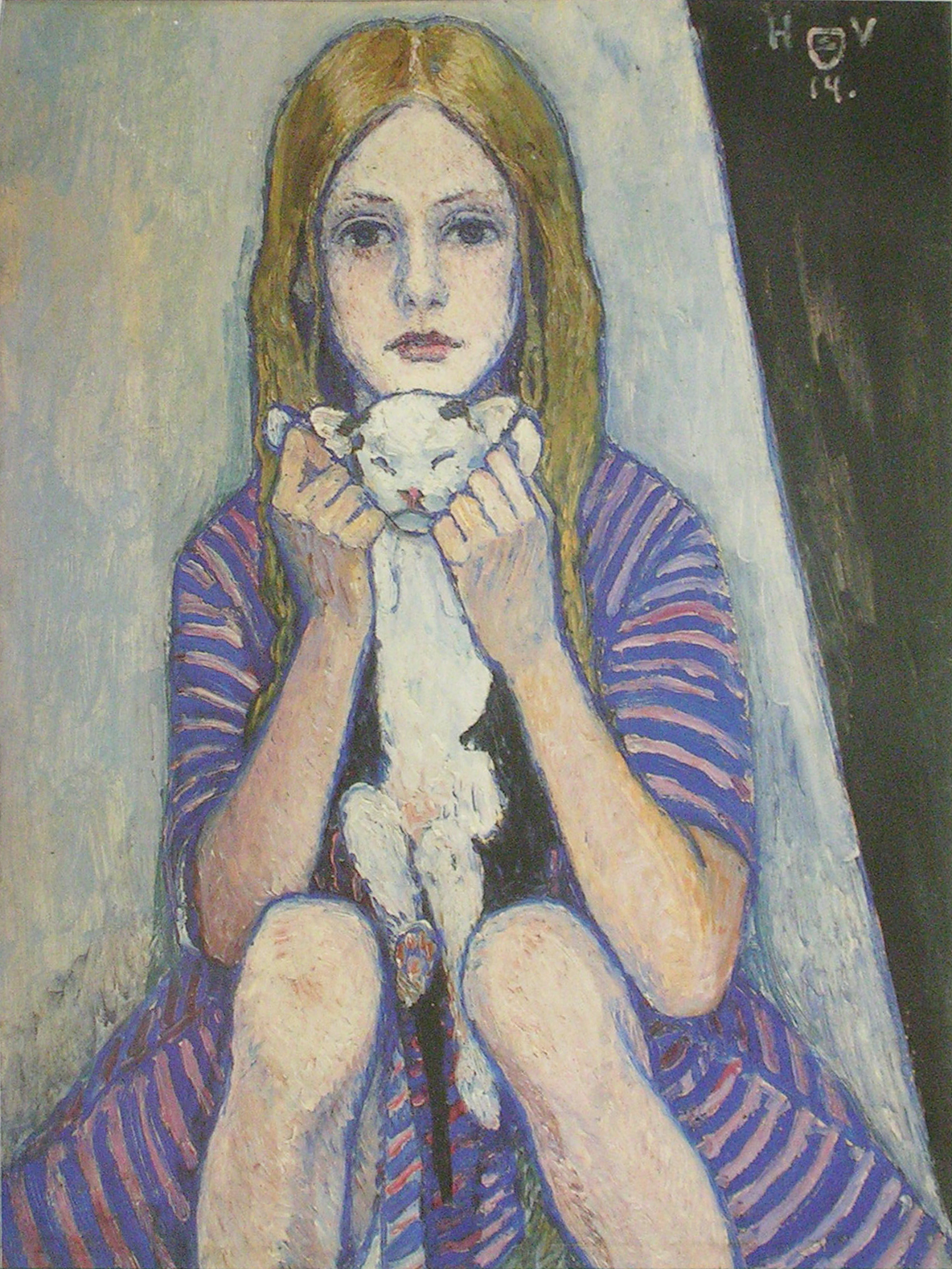
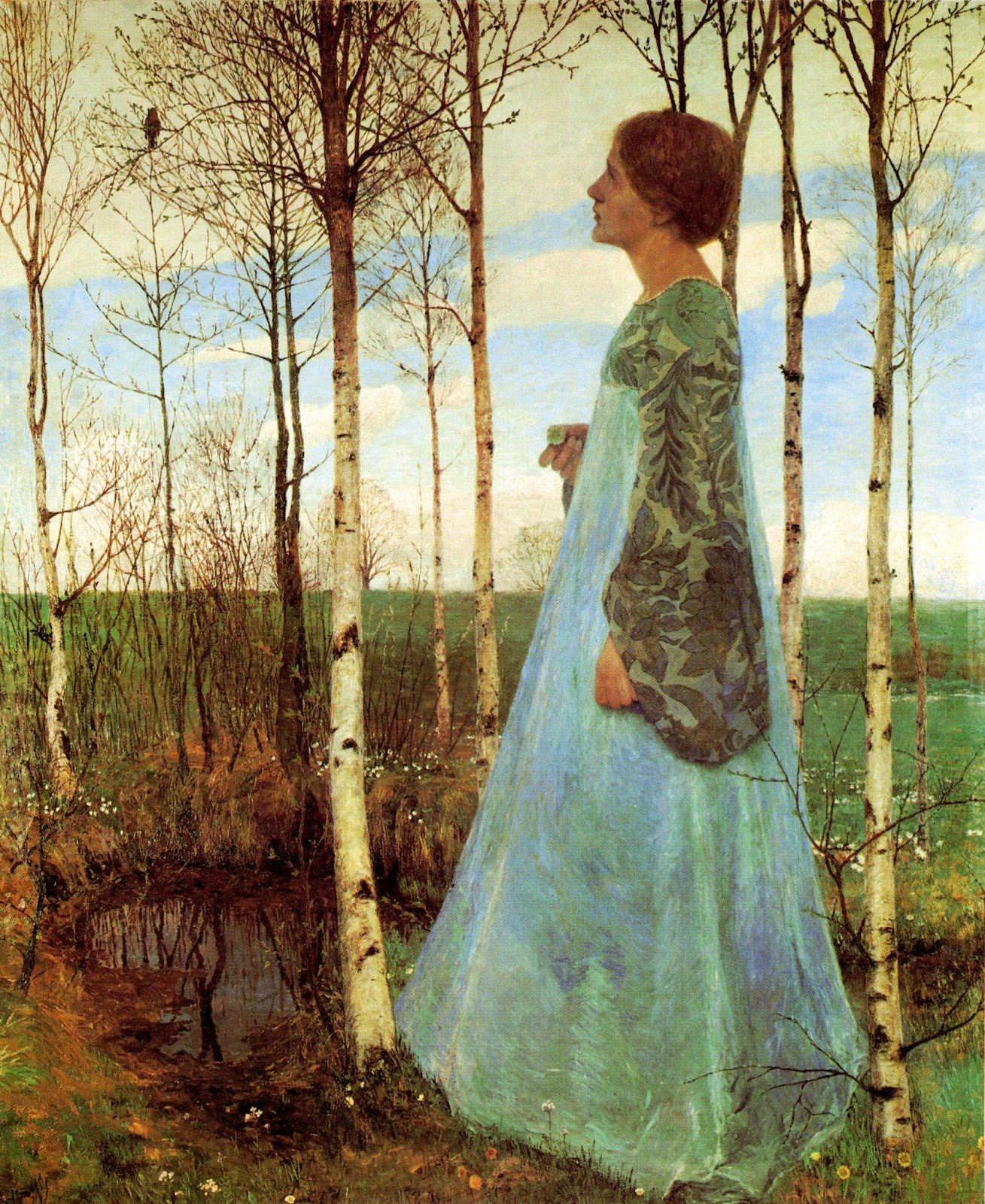
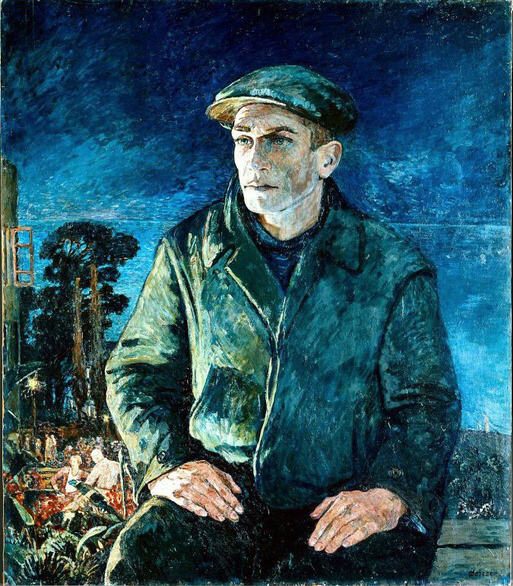
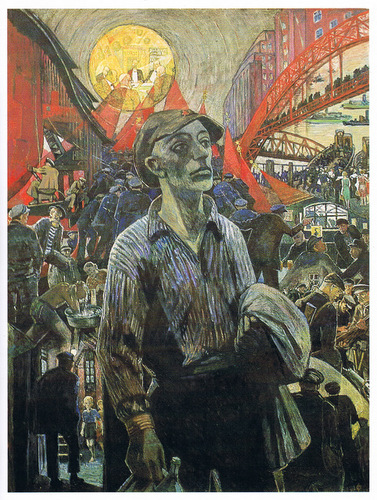